# Coprosma esulcata
Coprosma esulcata är en måreväxtart som först beskrevs av Forest Buffen Harkness Brown, och fick sitt nu gällande namn av Francis Raymond Fosberg. Coprosma esulcata ingår i släktet Coprosma och familjen måreväxter. IUCN kategoriserar arten globalt som otillräckligt studerad. Inga underarter finns listade i Catalogue of Life.